# 木蝋資料館上芳我邸
木蝋資料館上芳我邸（もくろうしりょうかん かみはがてい）は、愛媛県喜多郡内子町内子2696にある資料館。1980年（昭和55年）開館。
主屋など10棟の建物が重要文化財であり、文化財指定名称は上芳我家住宅（かみはがけじゅうたく）。八日市護国重要伝統的建造物群保存地区内にある。

## 歴史

### 上芳我家の歴史
内子は江戸時代から大洲和紙や木蝋の生産で栄えた町である。文久元年（1861年）、木蝋生産を営む芳我家（本芳我家）から分家として上芳我家が独立し、現在地に店を構えた。本芳我家からは上芳我家、下芳我家、中芳我家などが分家しているが、いずれも姓は芳我であり、本芳我家、上芳我家、下芳我家、中芳我家という名称は通称である。内子町における製蝋業の最盛期、1894年（明治27年）に主屋が建てられた。

### 木蝋資料館の開館

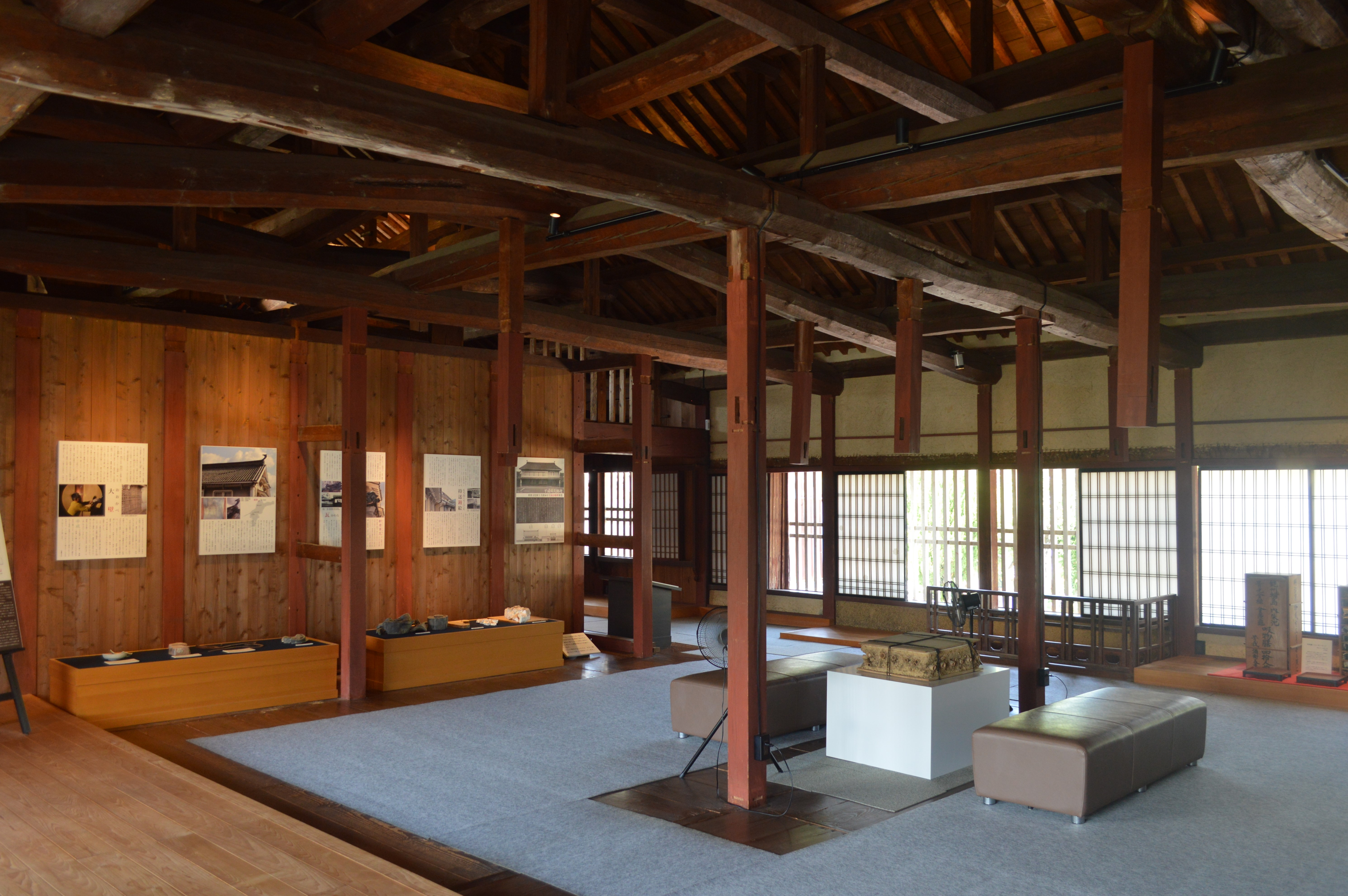
主屋内の展示

1980年（昭和55年）には木蝋資料館上芳我邸が暫定開館し、1981年（昭和56年）4月1日には正式開館した。1982年（昭和57年）、八日市護国が四国で初めて重要伝統的建造物群保存地区に選定された。
1990年（平成2年）9月11日、主屋、炊事場、仕舞部屋及び便所・産部屋、離座敷、風呂場・便所、釜場、出店倉、物置、土蔵、離の10棟が重要文化財に指定された。なお、八日市護国では同時に本芳我家住宅、大村家住宅も重要文化財に指定されている。1991年（平成3年）、木蝋生産に関する民具資料1444点が国の重要有形民俗文化財に指定された。1994年度（平成6年度）、木造建築の大家である吉田桂二の設計で展示棟と収蔵庫が整備された。
2005年（平成17年）には入館者数が100万人を突破した。2010年（平成22年）まで、重要文化財に指定された10棟すべての保存修理工事が行われた。

## 建築
通りの東側に主屋が建ち、中庭を囲むようにして炊事場、風呂場・便所、離座敷、仕舞部屋及び便所・産部屋などがある。主屋は木造2階建、切妻造。桁行15.9m、梁間12.0m。

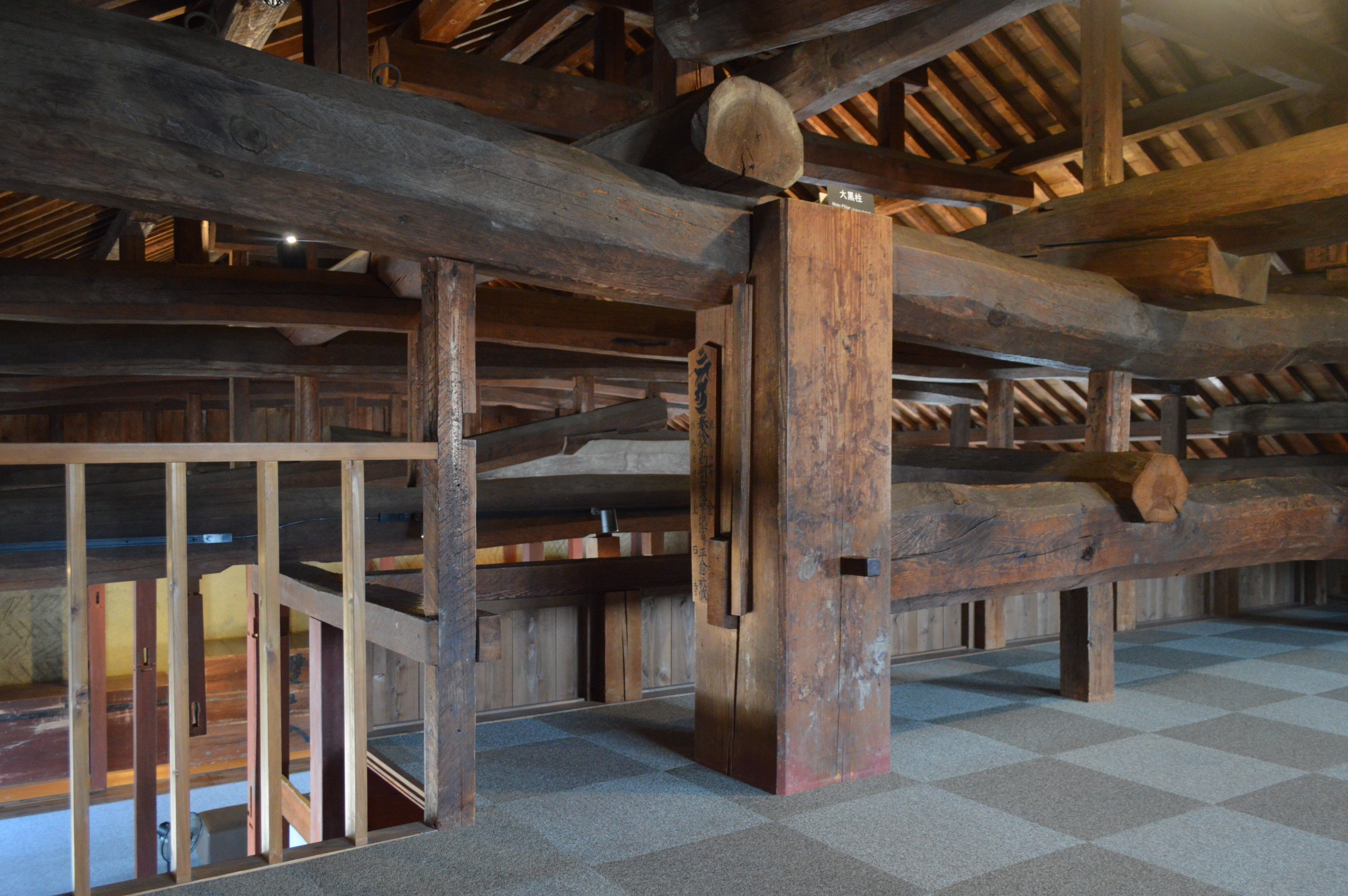
主屋3階
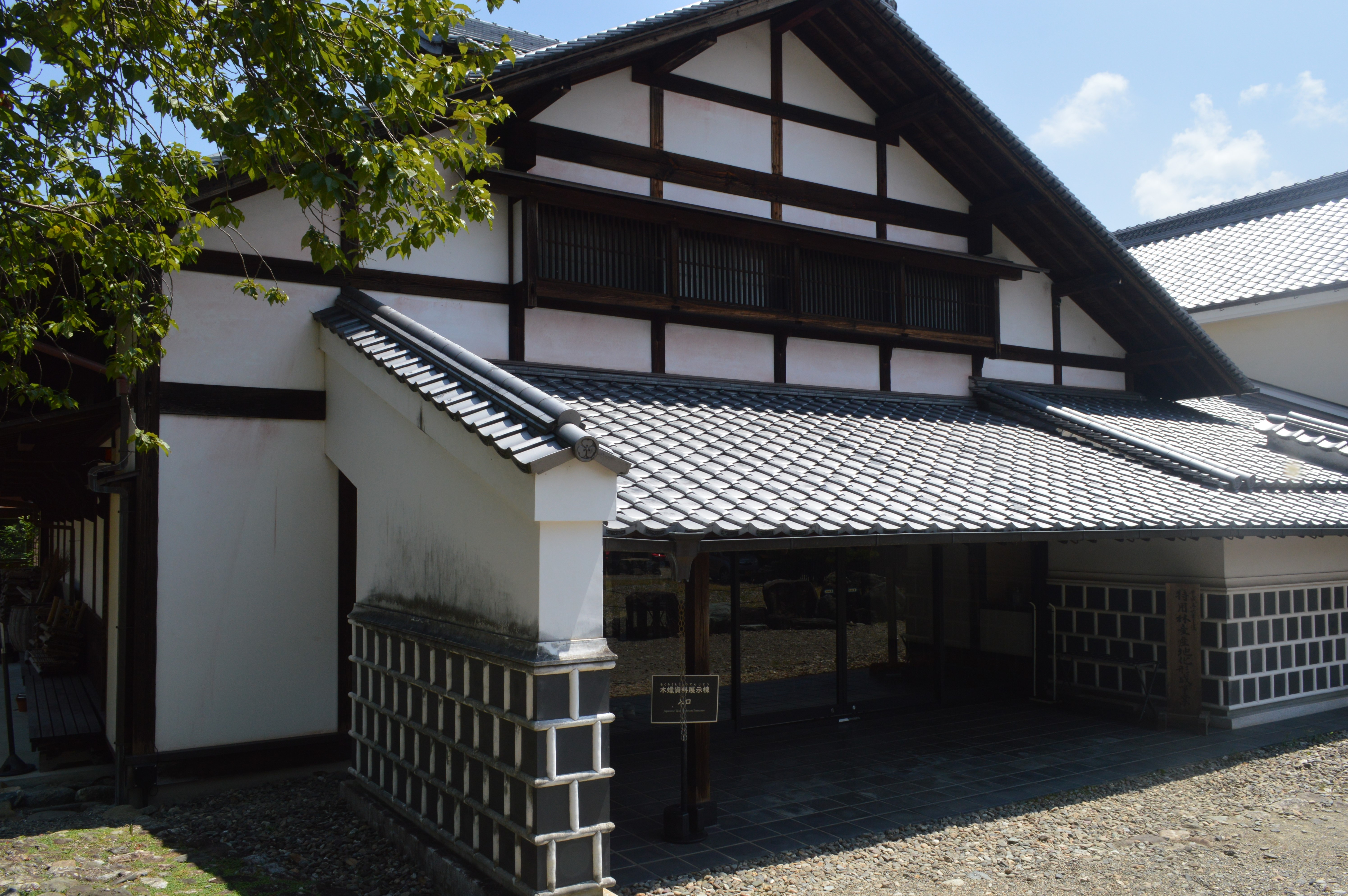
展示棟
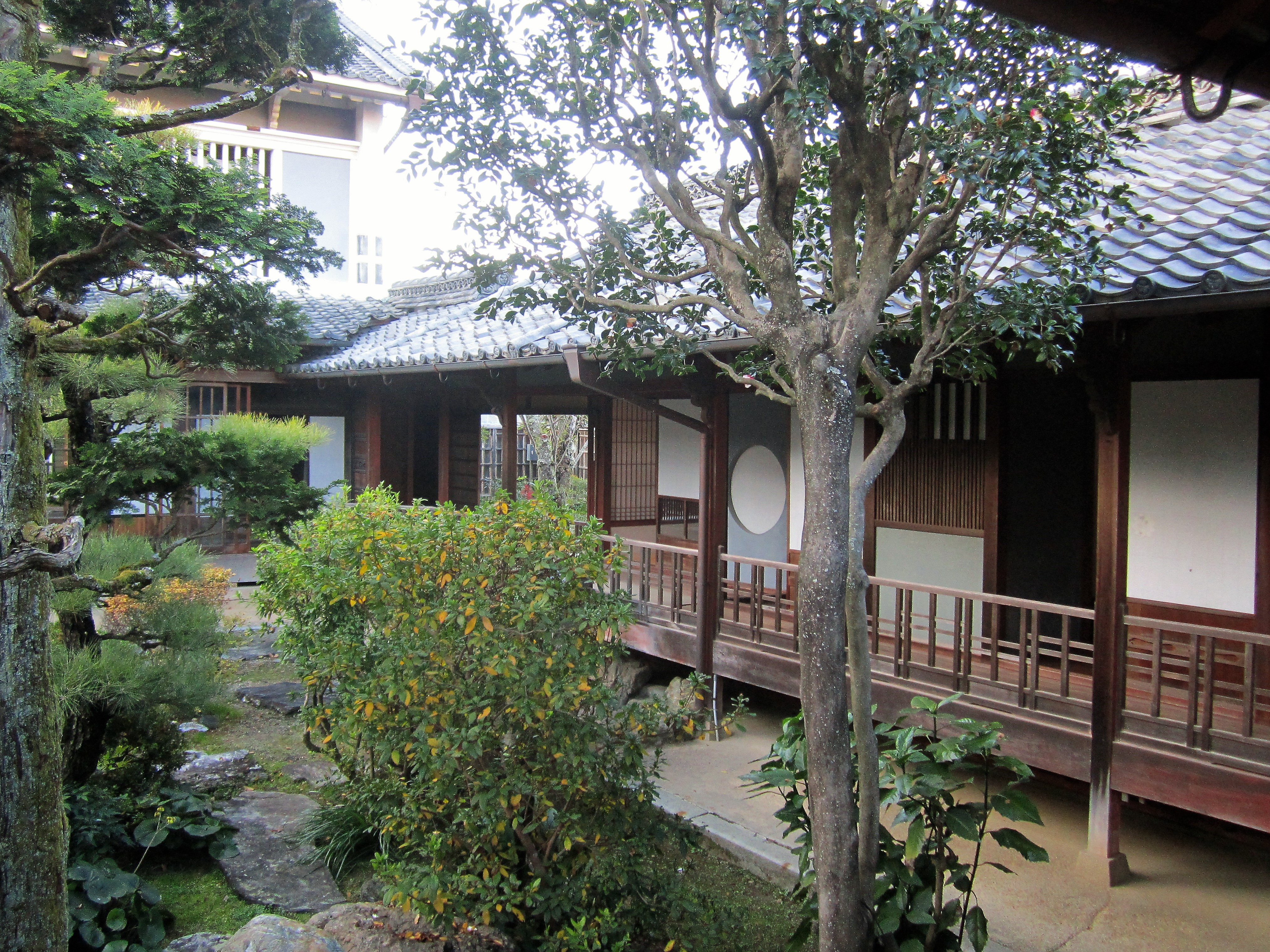
仕舞部屋及び便所・産部屋
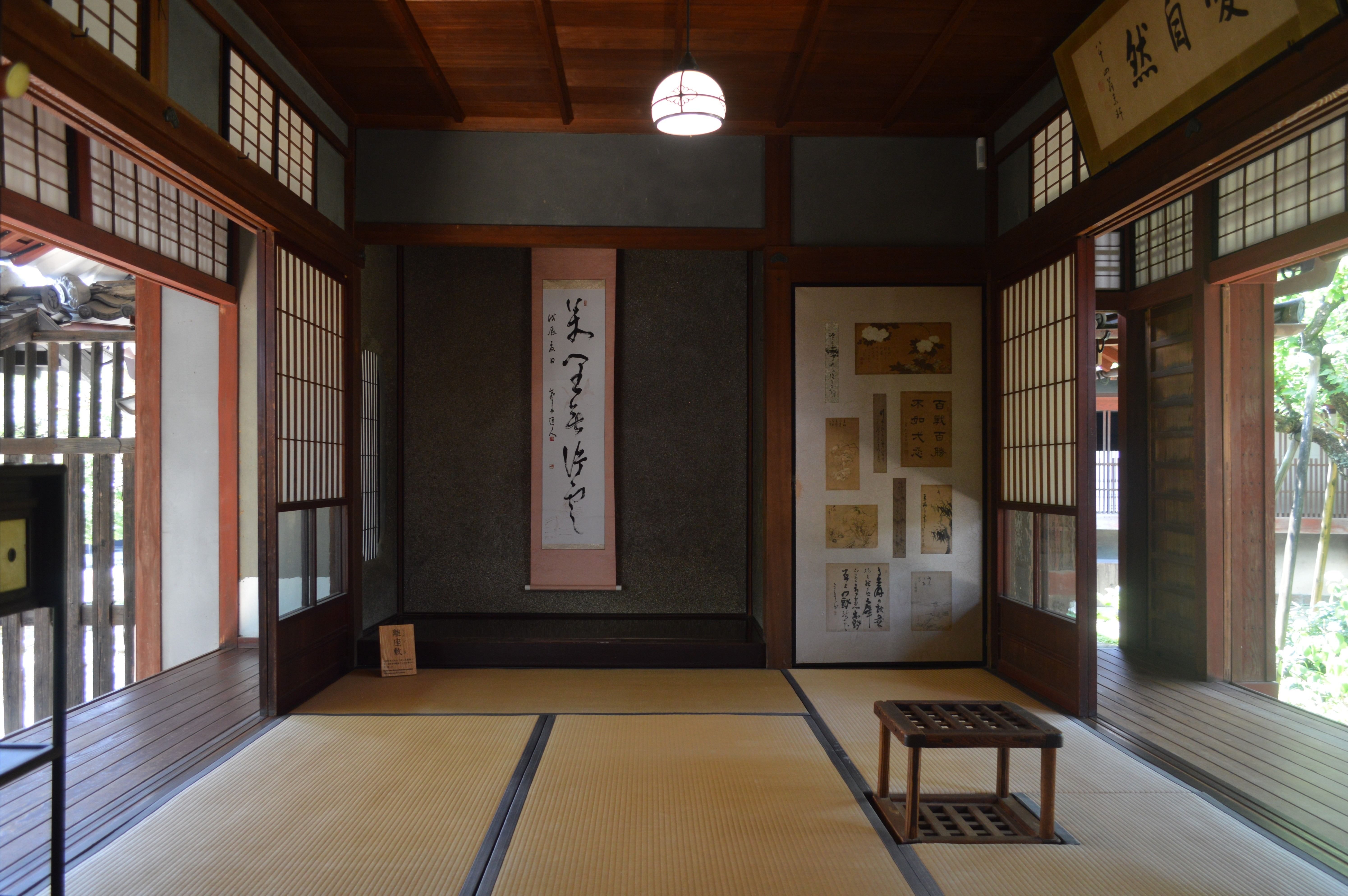
離座敷
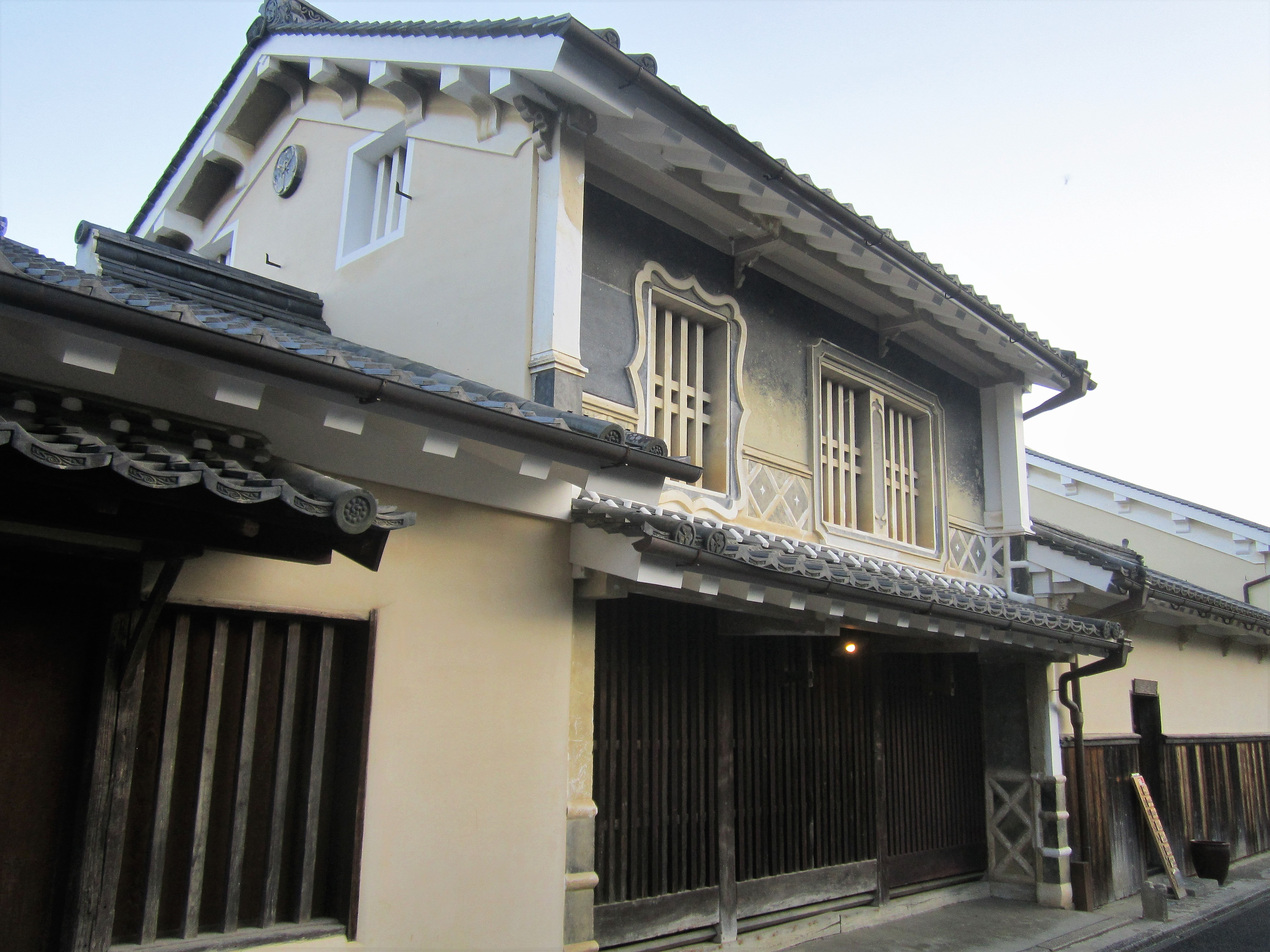
出店蔵
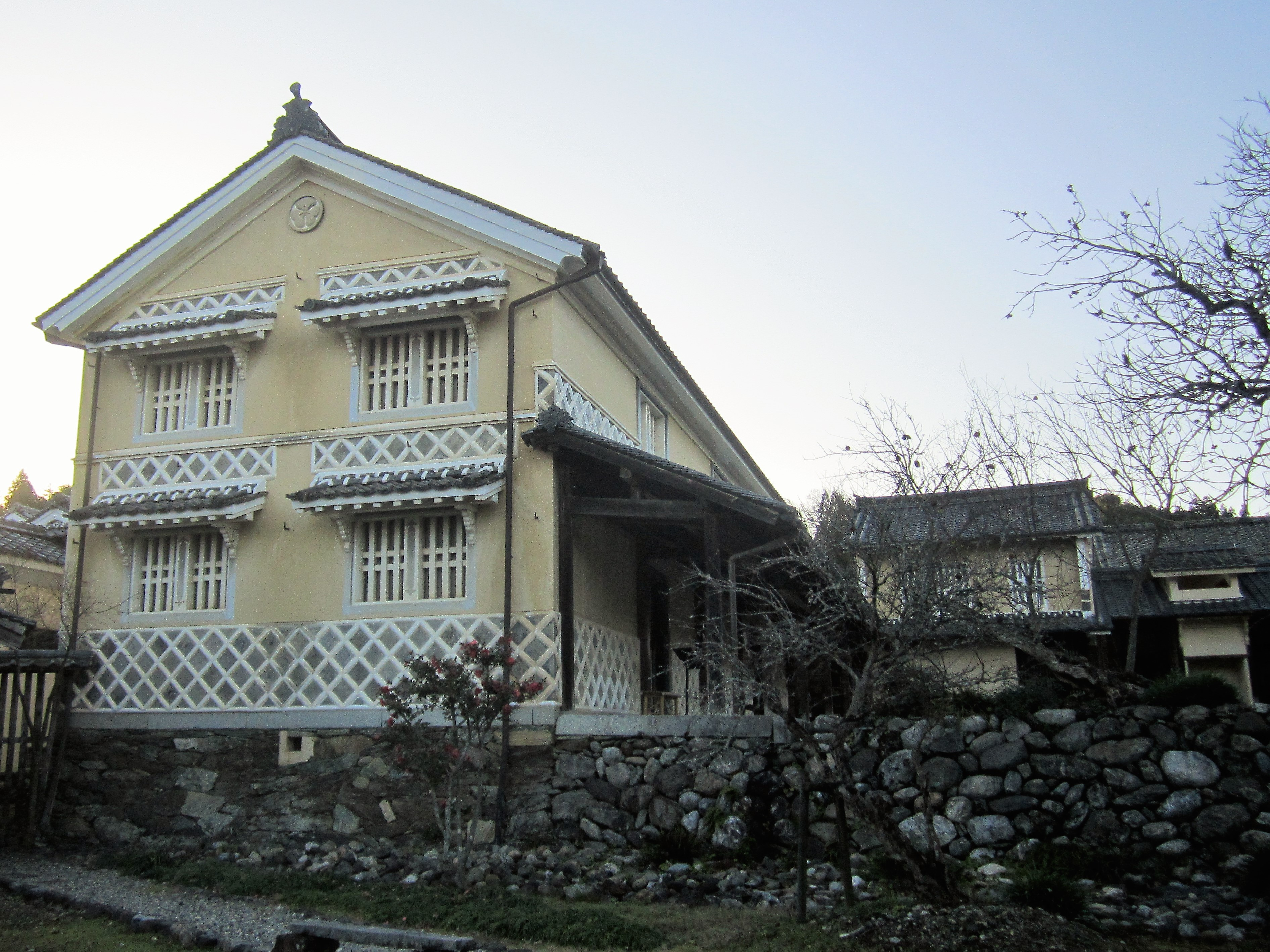
土蔵

## 利用案内
開館時間
- 9時から16時30分

休館日
- 12月29日から1月2日

入館料
- 個人 - 大人500円、小人250円
- 団体 - 大人380円、小人200円

交通アクセス
- JR予讃線内子駅から徒歩20分